# Чёрный отряд (роман)
«Чёрный отряд», в других переводах «Десять поверженных» (англ. The Black Company) — роман в жанре фэнтези американского писателя-фантаста Глена Кука, опубликованный в 1984 году нью-йоркским издательством Tor Books. В России роман был впервые опубликован в 1993 году петербургским издательством Северо-Запад в переводе Максима Шведова.
Книга сочетает в себе такие элементы литературных жанров, как эпическое и тёмное фэнтези, поскольку она описывает отношения элитного наёмного подразделения — Чёрного отряда — с Госпожой, правителем Северной Империи. «Чёрный отряд» является первой книгой из цикла «Хроники Чёрного отряда».

## Сюжет
Начало книги разворачивается в городе Берилл, где Чёрный отряд, наёмники, чьи славные времена давно в прошлом, служит правителю города, синдику. Правительница находящейся за морем Северной империи Госпожа обращает своё внимание на Берилл, отправляя туда одного из своих «Взятых» по имени Душелов. Интрига Душелова приводит к тому, что Отряд оставляет своего нынешнего нанимателя и начинает работать на Душелова, отправляясь за море в земли империи: там разгорается восстание, и Чёрный отряд может пригодиться Госпоже.

## Основные персонажи[1]

### Чёрный отряд
- Костоправ — врач и летописец. История рассказана с его точки зрения. Влюбляется в Госпожу, привлекая её интерес;
- Капитан — командир отряда;
- Лейтенант — заместитель Капитана;
- Молчун, Гоблин, Тамтам и его старший брат Одноглазый — в меру талантливые волшебники, но не ровня Взятым. Тамтам был убит в начале романа;
- Эльмо — сержант;
- Масло и Ведьмак — давние члены Чёрного отряда;
- Ворон — загадочный дворянин из города Опала, лишившийся всего из-за конфликта с Взятым Хромым.
  - Душечка — молодая глухонемая девушка, спасенная Вороном.

### Империя
- Госпожа — по слухам (Душелова), она была настолько бессердечной, что убила свою собственную сестру-близнеца. Жена Властелина. Выучила ритуал взятия и поэтому может взять и наделить силой своих собственных волшебников.
- Десять Взятых:
  - Душелов, женщина — сестра Госпожи. Она и Хромой — непримиримые враги. В крайнем случае соперничества братьев и сестёр, она также планирует свергнуть Госпожу;
  - Оборотень, мужчина — первый из Десяти, которые будут приняты. Как следует из названия, он может принимать облик других людей (или животных), чтобы лучше вызвать их поражение. Он самый близкий союзник Душелова среди взятых и ненавидит Хромого даже больше, чем она. Он, как показывают, любит проникать во вражеские линии и ослаблять их изнутри;
  - Хромой, мужчина — лихорадочно убийственный и совершенно лишенный изящества;
  - Ревун, самец — маленький, грязный комок тряпья, который воет через случайные промежутки времени;
  - Зовущая бурю, женщина — способная вызывать бури и вызывать геологические явления;
  - Костоглод, мужчина — восемь футов ростом, чрезвычайно сильный и гротескно мускулистый;
  - Повешенный, мужчина — также прозван как Кривая шея, потому что у него искривлённая и опухшая шея;
  - Луногрыз — внешний вид неизвестен;
  - Крадущийся в ночи — внешний вид неизвестен;
  - Безликий, мужчина